# IC 4710
</tr 
IC 4710 је спирална галаксија у сазвјежђу Паун која се налази на листи објеката дубоког неба у Индекс каталогу.
Деклинација објекта је - 66° 58' 59" а ректасцензија 18h 28m 38,8s. Привидна величина (магнитуда) објекта IC 4710 износи 11,9 а фотографска магнитуда 12,5. Налази се на удаљености од 8,9</tr милиона парсека од Сунца. IC 4710 је још познат и под ознакама ESO 103-22, AM 1823-670, IRAS 18235-6700, PGC 61922.